# Skillingaryds landsfiskalsdistrikt
Skillingaryds landsfiskalsdistrikt var 1918–1964 ett landsfiskalsdistrikt i Jönköpings län, bildat när Sveriges indelning i landsfiskalsdistrikt trädde i kraft den 1 januari 1918, enligt beslut den 7 september 1917. Den 1 januari 1965 avskaffades i Sverige samtliga landsfiskaler och landsfiskalsdistrikt, och deras arbetsuppgifter delades upp på de nyskapade indelningarna polisdistrikt, åklagardistrikt och kronofogdedistrikt.
Landsfiskalsdistriktet låg under länsstyrelsen i Jönköpings län.

## Ingående områden
När Sveriges nya indelning i landsfiskalsdistrikt trädde i kraft den 1 januari 1952 (enligt kungörelserna 1 juni 1951 och 14 december 1951) ändrades distriktets omfattning.

### Från 1918
Östbo härad:
- Byarums landskommun
- Fryele landskommun
- Hagshults landskommun
- Kävsjö landskommun
- Tofteryds landskommun
- Åkers landskommun

### Från 1 januari 1952
- Klevshults landskommun
- Skillingaryds köping
- Vaggeryds köping